# Balaghat (ciutat)
Balaghat és una ciutat i municipalitat de Madhya Pradesh, capital del districte de Balaghat. El seu nom vol dir "Sobre els Ghats"; està situada a 21° 48′ N, 80° 11′ E / 21.800°N,80.183°E a 3 km del riu Wainganga. Segons el cens de 2001 té 75.061 habitants. La població el 1901 era de 6223 habitants. Fou declarada capital del districte a la seva creació el 1867 amb el nom de Burha canviat al cap d'uns anys a Balaghat.